# Casa Ashworth-Remillard
La casa Ashworth-Remillard es una casa de campo histórica de dos pisos ubicada en San José (California), Estados Unidos. Posee una arquitectura victoriana. Ha sido incluida en el Registro Nacional de Lugares Históricos desde el 12 de diciembre de 1976. Fue construida en 1860 y después se convirtió en el hogar de Peter Remillard y su hija, la condesa Lillian Remillard Dandini.

## Historia
Fue construida en 1860 para James Ashworth, quien dejó su Kentucky natal para participar en la fiebre del oro de California. Posteriormente se instaló en San José, en un terreno de 250 acres, donde se convirtió en agricultor y vivió con su esposa y siete hijos, hasta su muerte en 1895. La propiedad fue comprada en 1891 por Peter Remillard, un inmigrante de Canadá. Remillard también había participado en la fiebre del oro de California. En 1861, fundó Remillard Brick Company. Después de comprar la casa de Ashworth en 1891, estableció un negocio de fabricación de ladrillos en los terrenos, con varias dependencias. Los ladrillos se usaron para construir muchas casas y edificios en San José hasta que cerró en 1968. Peter Remillard remodeló y amplió la casa de campo manteniendo el estilo victoriano. La casa fue heredada por la condesa Lillian Remillard Dandini. Sin embargo, la condesa había pasado solo los veranos en su infancia y residió en Carolands desde 1950 hasta 1973.
En 1968, la casa fue transferida al viejo amigo y vecino de Dandini, Joseph Covey y su socio, el arquitecto Dick Gilbert. Después de la muerte de Gilbert en 1997, la salud de Covey se deterioró y la propiedad fue utilizada por transeúntes y personas sin hogar hasta que fue tapiada 10 años después. En 2007, Sue Cucuzza, una coleccionista de ladrillos, la encontró en mal estado. Cucuzza decidió trabajar con Covey, con el fin de desalojar a las personas transitorias y recaudar dinero para limpiar, restaurar y preservar la propiedad.